# Maintirano
Maintirano é uma cidade de Madagascar sendo a capital da região Melaky e é sede do Distrito de Maintirano.

## Economia
Sendo uma cidade costeira, tem como a maior parte do país, suas atividades econômicas ligada ao setor primário, como a pesca de camarão e na agricultura os cultivos de banana, milho e batata doce.

## Geografia
Maintirano esta no nordeste do país, banhado pelo Oceano Indico e a esta a 325 km da capital do país. Historicamente, a região é a menos densamente povoado e tem em sua composição, uma maioria da etnia Sakalava.

### Enlaço externo
- Site oficial da oficina de turismo de Fort-Dauphin